# Southend Central
Southend Central – stacja kolejowa w Southend-on-Sea, w hrabstwie Essex, w Anglii. Znajdują się tu 2 perony. Stacja obsługuje ok. 1 782 048 pasażerów rocznie (dane za rok 2021/2022).